# اوان پرودرومو
اوان پرودرومو (انگلیسی: Evan Prodromou؛ زاده ۱۴ اکتبر ۱۹۶۸) یک برنامه‌نویس اهل کشور آمریکا است. 